# Kozí vrch (Povrly)
Kozí vrch je kopec a přírodní rezervace v katastrálních územích Mojžíř a Neštědice u obce Povrly v okrese Ústí nad Labem. Území spravuje Agentura ochrany přírody a krajiny ČR – Správa CHKO České středohoří. Předmětem ochrany je významná krajinná dominanta labského údolí se všemi geologickými a geomorfologickými fenomény, mikroklimatickými jevy, rostlinnými a živočišnými společenstvy skal, sutí a přirozeného dubohabrového lesa, jakož i ochrana biologických procesů a funkcí biocentra regionálního významu. Přírodní rezervace je součástí dvou větších chráněných území – evropsky významné lokality Porta Bohemica a chráněné krajinné oblasti České středohoří.
Přírodní rezervace se nachází na levém břehu řeky Labe, mezi Mojžířem a Povrly, osm kilometrů východně od města Ústí nad Labem. Skalnatý masiv leží v nadmořské výšce 220–380 metrů. Celková výměra chráněného území je 32,99 ha. Vrch je na jihozápadě ohraničen evropskou silnicí E442. Na východě je území částečně ohraničeno zelenou turistickou trasou, na severu pak neznačenou cestou pod elektrickým vedením. Do chráněného území zasahuje železniční trať.

## Historie
Území bylo roku 1983 vyhlášeno jako chráněný přírodní výtvor Kozí vrch. V roce 1993 došlo k přehlášení na přírodní rezervaci. Pro svou nedostupnost nebyly zdejší lesy intenzivně využívány pro lesní hospodaření. Na západním svahu byl v minulosti provozován malý kamenolom.

## Přírodní poměry
Přírodní rezervací je stejnojmenný vrch o nadmořské výšce 379 metrů, který geomorfologicky přináleží do celku České středohoří, podcelku Verneřické středohoří, okrsku Ústecké středohoří, podokrsku Javorská hornatina a její neštěmické části. Z geologického hlediska se jedná o znělcový lakolit vypreparovaný z druhohorních slínovců a jílovců.

### Geologie

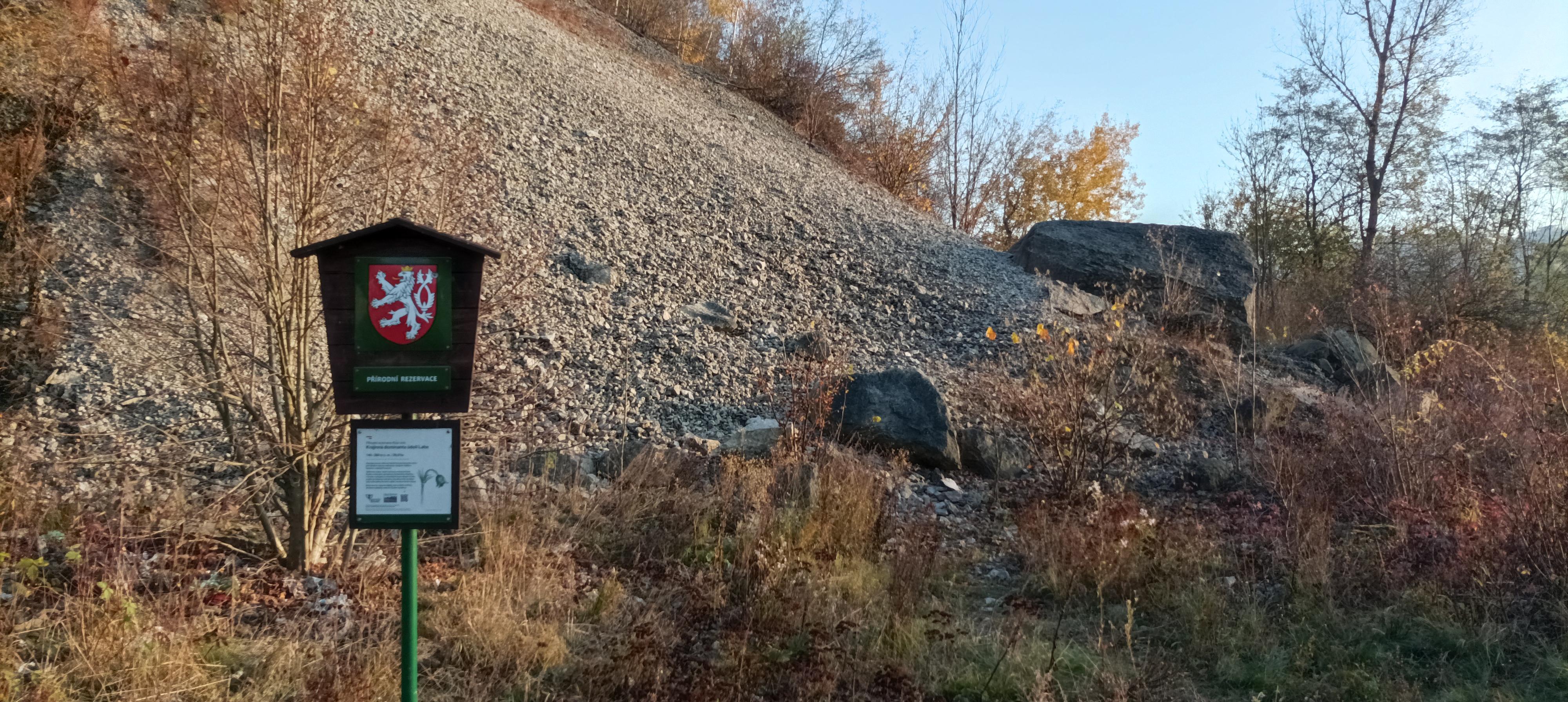
Bývalý kamenolom

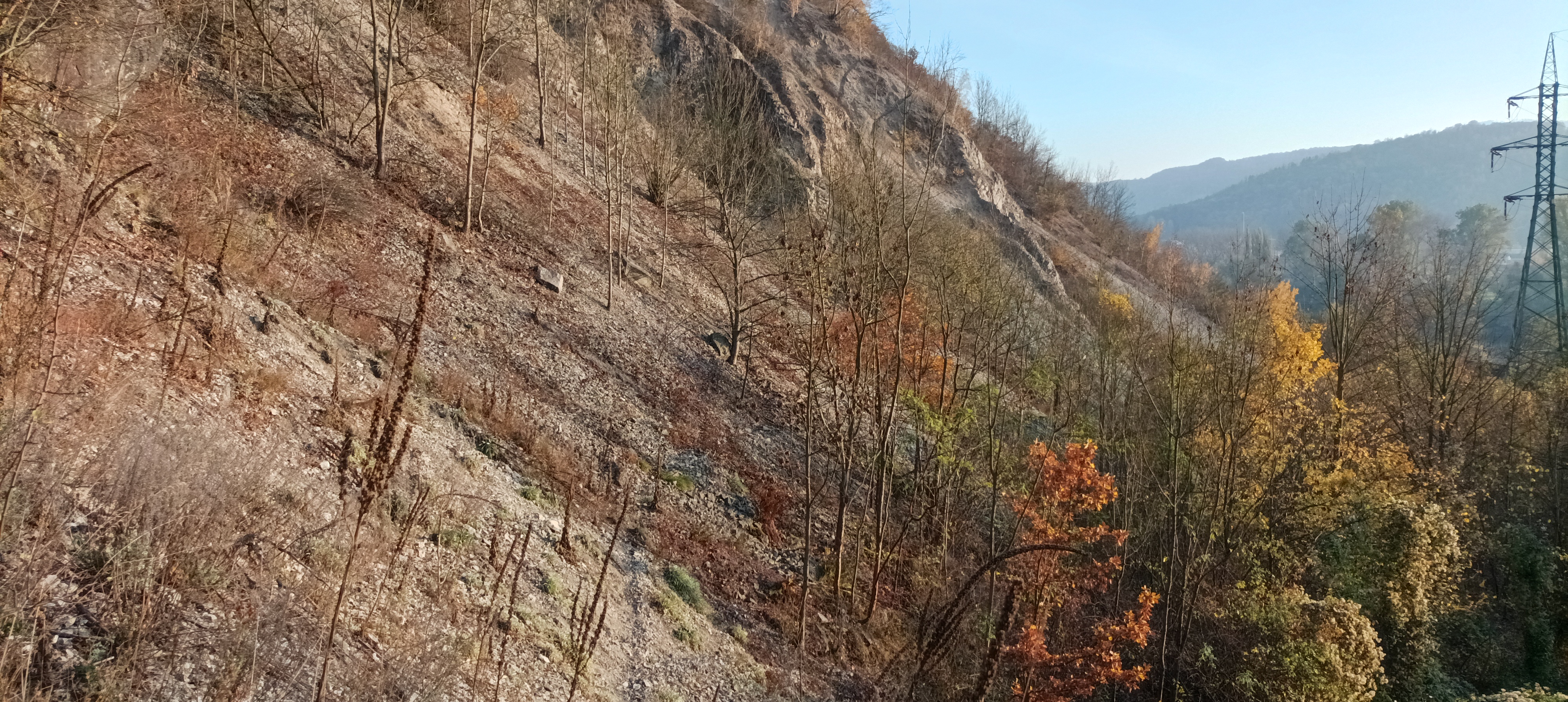
Západní svah

Oblast byla nejvíce ovlivněna třetihorním vulkanismem. Kozí vrch vznikl aktivitou podpovrchového vulkanismu a jeho kuželovitý vrchol byl později vypreparován silnou říční erozí na povrch. Na místě se vyskytují tři druhy odlučnosti horniny: sloupcovou, kostičkovou a kulovitou.
K předmětům ochrany neživé přírody patří vysoké skalní stěny a svahy, které byly odkryty erozní činností řeky Labe. Dalšími jsou suťová pole uložená na úpatích příkrých svahů a skalních stěn. Z geologického hlediska jsou oba útvary trachytového původu.
Území je silně ovlivněno sesuvy půdy, jejichž následky jsou viditelné dodnes, a to především podél severní hranice přírodní rezervace. Nejstarší sesuvy jsou datovány do roku 1770. Spouštěčem pro tuto kalamitu byla extrémně deštivá zima předešlého roku.

### Flóra
V území rostou následující chráněné druhy rostlin. Ve stovkách jedinců se vyskytují bělozářka liliovitá (Anthericum liliago) a tařice skalní (Aurinia saxatilis). V desítkách jedinců pak lomikámen vždyživý (Saxifraga paniculata), třemdava bílá (Dictamnus albus), koniklec luční český (Pulsatilla pratensis subsp. bohemica) a hvězdnice zlatovlásek (Aster linosyris). Místní trávníky jsou jednou z nejvýznamnějších lokalit rostlin rodu záraza, například záraza nachová pravá (Phelipanche purpurea subsp. purpurea) nebo záraza šupinatá (Orobanche artemisiae-campestris).
V přírodní rezervaci přirozeně roste dub letní (Quercus robur), habr obecný (Carpinus betulus), lípa malolistá (Tilia cordata), javor babyka (Acer campestre) nebo jasan ztepilý (Fraxinus excelsior). Mezi nepůvodní druhy patří například modřín opadavý (Larix decidua) nebo smrk ztepilý (Picea abies).

### Fauna

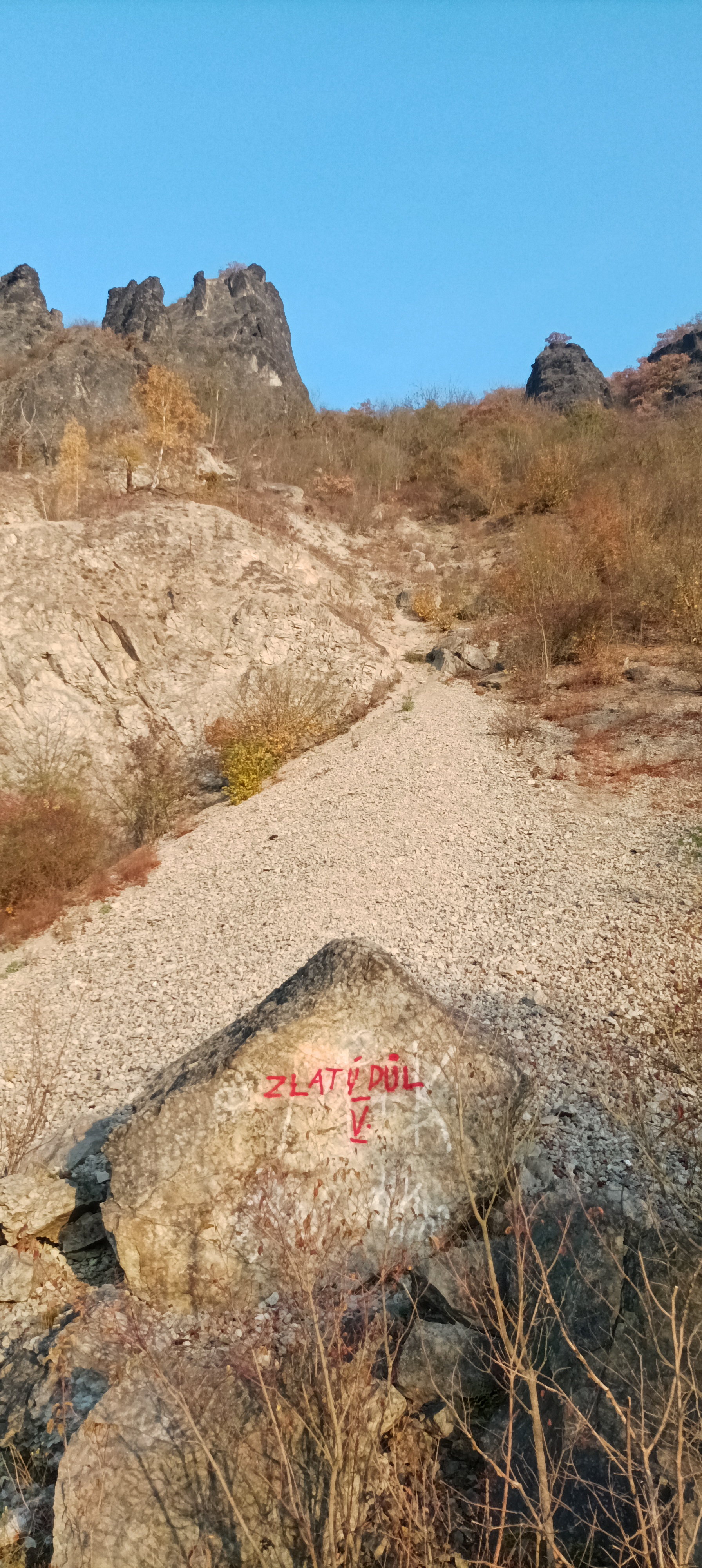
Zakázaná cesta Zlatý důl

V jednotkách kusů se na Kozím vrchu vyskytuje kritický ohrožený druh ještěrka zelená (Lacerta viridis). Jedná se o nejsevernější výskyt v Česku. Dalšími chráněnými druhy živočichů v území jsou ještěrka obecná (Lacerta agilis), užovka hladká (Coronella austriaca), ropucha obecná (Bufo bufo) a krkavec velký (Corvus corax).

#### Sokol stěhovavý a horolezecké aktivity
Zvláštní pozornost je věnována kriticky ohroženému druhu sokolu stěhovavému (Falco peregrinus). Část vrcholu je od 1. března do 30. června uzavřená z důvodu jeho hnízdění. Ve zmíněné době je také doporučeno se na vrcholu zdržovat co nejkratší dobu. Turisté ohrožují hnízdění sokolů, ale větší problémy způsobují horolezci. Severočeský horolezec Karel Bělina vybudoval na jaře roku 2020 na Kozím vrchu bez povolení nelegální ferratu (známá pod názvem Ferrata přátel Karla Gotta), která byla o rok později zrušena. Horolezecký prvovýstup na Kozí vrch byl uskutečněn v roce 1994. Lezeckou cestu nazvanou Zlatý důl během následujících let zakázaly orgány ochrany přírody.

### Ekosystémy
Mezi chráněnými ekosystémy převažují původní dubohabřiny. Druhým nejrozšířenějším ekosystémem je suťový les.

## Ochrana

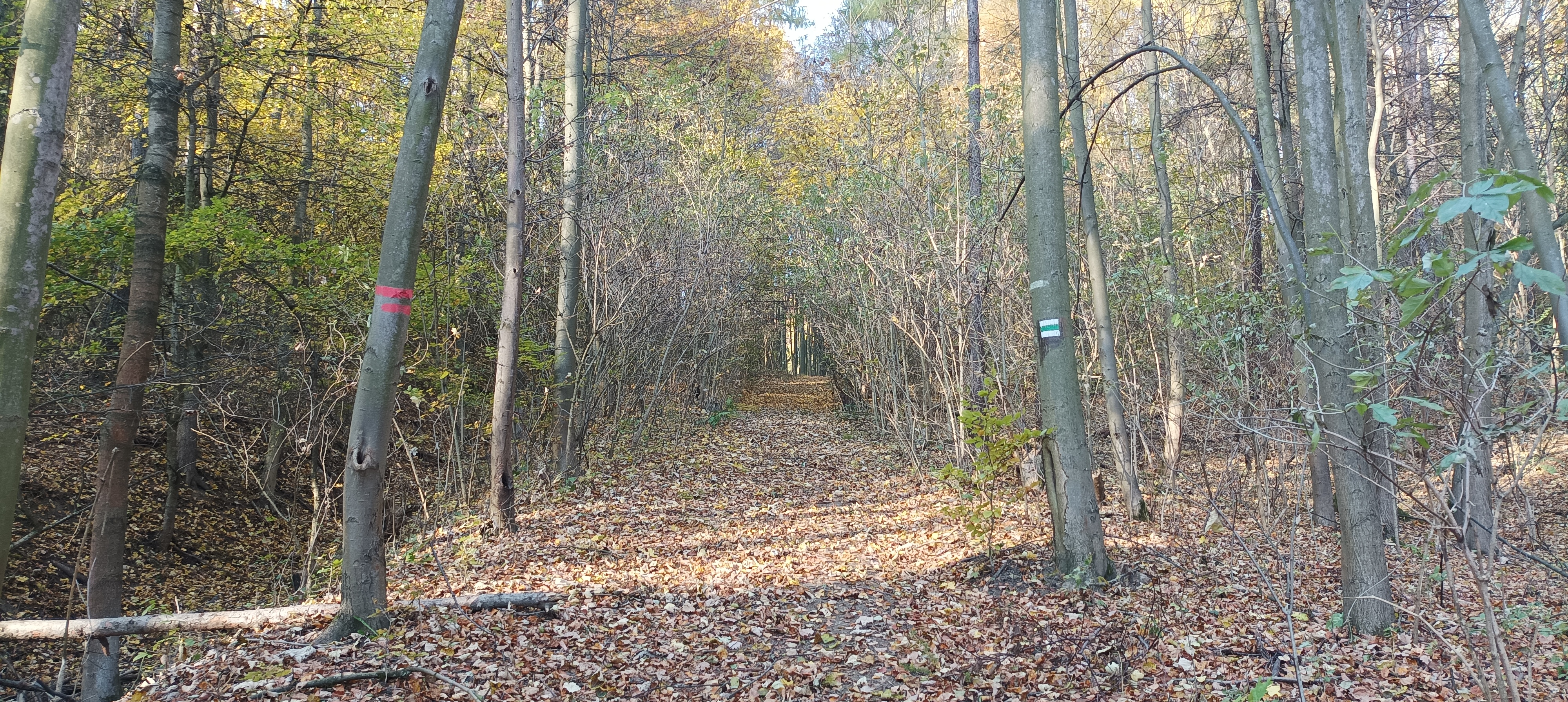
Turistická cesta na Kozí vrch

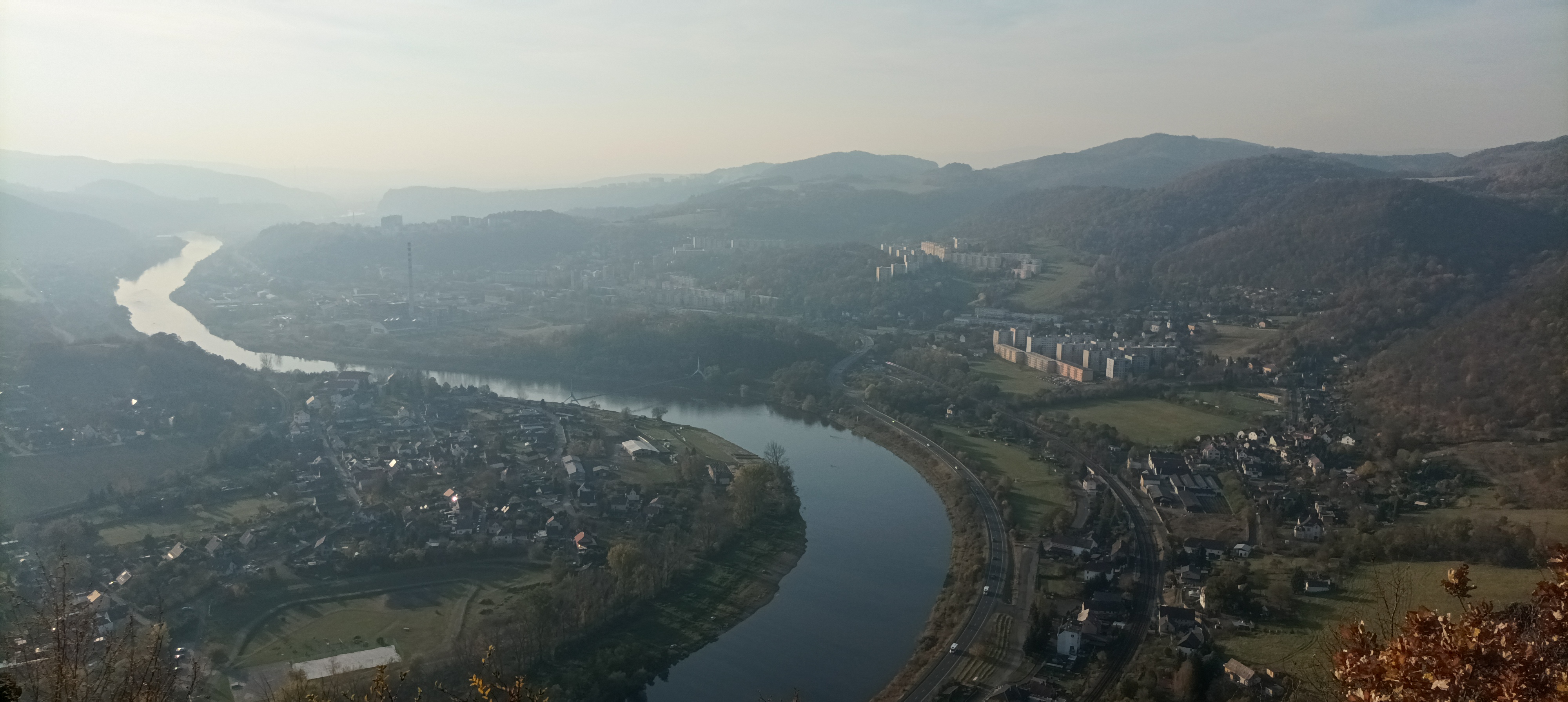
Výhled

Území je převážně ponecháno přirozenému vývoji. Výjimkou jsou sutě s teplomilnými rostlinami, které vyžadují vyřezávání náletových dřevin. Tato údržba je spojena s pravidelnými zásahy v rámci ochrany železniční trati.

## Přístup
Vrchol je přístupný odbočkou ze zeleně značené turistické trasy z Neštědic do Neštěmic. Do zastávky Neštědice na trati z Ústí n. L. do Děčína lze dojet osobním vlakem, odtud má cesta po turistické trase na vrchol Kozího vrchu 1,9 km. Pod vrcholem, 1,6 km od  železniční zastávky, se nachází turistický přístřešek. Poslední úsek cesty je poměrně strmý. Turisty přitahuje především výhled do krajiny labského údolí.